# كيفن وليامز (لاعب كرة قدم أمريكية أمريكي)
كيفن وليامز (بالإنجليزية: Kevin Williams)‏ هو لاعب كرة قدم أمريكية أمريكي، ولد في 25 يناير 1971 في دالاس في الولايات المتحدة.

## وصلات خارجية
- كيفن وليامز (لاعب كرة قدم أمريكية أمريكي) على موقع مرجع كرة القدم المحترفة.كوم (الإنجليزية)
- كيفن وليامز (لاعب كرة قدم أمريكية أمريكي) على موقع كلية كرة القدم في سبورتس رفرنس.كوم (الإنجليزية)